# Angelo Sormani
Ángelo Benedicto Miguel Sormani (født 3. juli 1939 i Jaú, Brasilien) er en brasiliansk tidligere fodboldspiller (angriber) og -træner, naturaliseret italiener.
Sormani flyttede i en ung alder til Italien, hvor han tilbragte størstedelen af sin karriere. Her repræsenterede han blandt andet Roma, Milan, Napoli og ACF Fiorentina. Han vandt det italienske mesterskab med Milan i 1968.
Efter at have fået italiensk statsborgerskab debuterede Sormani for Italiens landshold i 1962, og samme år var han med i truppen til VM i Chile. Her spillede han én af italienernes tre kampe i turneringen.
Sormani er far til en anden italiensk fodboldspiller og -træner, Adolfo Sormani.